# Konráð Gíslason
Konráð Gíslason (født 3. juli 1808, død 4. januar 1891) var en islandsk sprogforsker.

## Liv og gerning
Efter at være dimitteret fra Bessastaðir latinskole i 1831 kom han til København for at studere jura, men vendte sig hurtig til studiet af sprogvidenskaben. Skønt han var udrustet med udmærkede kundskaber i klassisk filologi, blev det den nordiske sprogvidenskab, han med iver og forkærlighed kastede sig over, og hvor han snart skulle komme til at yde sit bedste, navnlig efter at han i 1839 var blevet udnævnt til arnamagnæansk stipendiat. Samme år udkom hans første bog, en udgivelse af "Hrafnkelssaga" (besørget af ham og P.G. Thorsen); denne udgave var med hensyn til metode og sikkert udgiverblik af en grundlæggende art. Senere besørgede han andre Sagaer, mest efter et enkelt eller to håndskrifter: "Droplaugarsonasaga" i 1847, "Tvær söigur af Gisla Súrssyni" i 1849, "Fóstbrœðrasaga" i 1852 og — foruden Elucidarius i 1858 og "44 Prøver" i 1860 — endelig den store udgave af Njála, hvis tekst udkom 1875.
Gíslason blev udnævnt til lektor ved Københavns Universitet i 1848 og til virkelig professor i 1862; sin afsked tog han i 1886. Som universitetslærer var han meget nidkær og samvittighedsfuld; hans forelæsninger var prægede af samme grundighed som hans skrifter, og han fulgte udmærket godt med sin videnskabs udvikling.

## Islandsk grammatik
Gíslasons udgivervirksomhed er præget af den allerstørste samvittighedsfuldhed og nøje kendskab til skindbøgernes skrivemåde og hele væsen. Det var ikke det egentlige indhold, der i første række interesserede ham, men sproget og sprogformerne, og han indså hurtig, at her var der så at sige et uopdyrket felt, som det var af den største vigtighed at bearbejde. I 1846 udkom hans epokegørende sprogværk: "Frumpartar islenzkrar tungu" (oversat: det islandske sprogs elementer), hvor håndskrifternes stavemåde og ordformer på det grundigste blev fremstillede. Dette var forarbejder til en islandsk grammatik, som tidlig blev planlagt, men hvoraf der kun udkom første hæfte i 1858. Fra først af havde det været Gíslason meget magtpåliggende at vække sine landsmænds sunkne sans for det gamle sprog og dets behandling i skrift; med det mål havde han sammen med nogle andre begavede landsmænd udgivet sit i litterær og æstetisk-sproglig henseende vigtige tidsskrift "Fjölnir" (9 årgang). Som et led i denne med afgørende held førte stræben stod Gíslasons store dansk-islandske ordbog ("Dönsk orðabók") fra 1851.
I en lang række år var Gíslason også beskæftiget med forarbejder til R. Cleasby’s islandsk-engelske ordbog.

## Skjaldeforskning
I 1866 udkom en lille afhandling, "Strøbemærkninger til oldnordiske Digte", hvorved hans beskæftigelse med skjaldepoesien indledes, der fra nu af blev hans kæreste videnskabelige sysselsætning. I en række afhandlinger har han givet grundlæggende og uforgængelige bidrag til den rette forståelse, ikke alene af enkelte steder hos de gamle skjalde, men også af deres hele måde at digte og tænke på. Som ingen anden er han trængt ind i skjaldenes ånd, og som ingen anden besad han de nødvendige sproglige forudsætninger for at forstå disse gamle olddigte. Med et genialt skarpt blik og metodisk sikkerhed lykkedes det ham at rette et utal af forvanskninger, som de har lidt under ukyndige afskriveres hænder. Ved sin behandling af denne gren af litteraturen har Gíslason indlagt sig varige fortjenester. Af hans afhandlinger her er særlig 2. bind af Njála (1879—89) at fremhæve.

## Anden sprogforskning
Endvidere foreligger der fra Gíslasons hånd en række mindre afhandlinger af sproglig art, dels vedrørende grammatisk-formelle, dels leksikalsk-semasiologiske spørgsmål. De findes opregnede i "Register til Njála II og K. Gislason’s andre Afhandlinger" fra 1896. Alle udmærker de sig ved skarpsindighed, metode, dyb lærdom og sund sprogsans i det hele og udtømmende behandling af hvert emne.

## Ufuldendt forskning
En del af hans forelæsninger m.m. udgaves efter hans død som "Efterladte Skrifter", I—II; ligeledes forelå der ved hans død begyndelsen til et udvalg af skjaldedigte med anmærkninger til brug ved undervisningen, der blev udgivet 1892. Sin formue testamenterede han til det arnamagnæanske legat; renterne skulle først og fremmest anvendes til "strengt nøjagtig og paalidelig" at udgive alle de gamle skjaldekvad.

## Den Grundlovgivende Rigsforsamling
Han var en af de fem kongevalgte medlemmer af Den Grundlovgivende Rigsforsamling for Island fra 1848 til 1849.

## Hædersbevisninger
Gíslason blev udnævngt til ridder af Dannebrog i 1860 og dannebrogsmand i 1876.